# Impatiens violaceoalba
Impatiens violaceoalba är en balsaminväxtart som beskrevs av Tardieu. Impatiens violaceoalba ingår i släktet balsaminer, och familjen balsaminväxter. Inga underarter finns listade i Catalogue of Life.